# こげぱん
こげぱんは、サンエックス社のキャラクター。その名の通り焦げたパンがモチーフで、生みの親（デザイナー）はたかはしみき。

## 来歴
1999年にサンエックス社から発売されたメモパッドが初出。以降、様々なグッズが発売されている。
キャラクター絵本が十数冊ソニー・マガジンズから発売されている。また、2001年にアニメも製作されアニマックスで放送された。2002年にゲームも製作されている。
2021年4月時点で絵本シリーズの累計発行部数は130万部を突破している。また、システムサービス社から発売されたぬいぐるみが約200万個を売り上げている。
書籍は韓国に出版ライセンスされていた他、2005年からは台湾で出版が始まり、再ブームとなっている。携帯のゲームも配信されていた。
2020年から再始動され、2020年9月からwebサイト「パチクリ！」（2023年2月に連載終了）と、2020年11月からキャラクター雑誌『ね〜ね〜』で連載されている。再連載された『ね〜ね〜』に登場するキャラクターはこげぱん、クリームぱん、キレイパン、キレイクリームパンがメインキャラで、たまにスミぱん、こくとうパン、メロンパン、いちごパン（春のみ）、カレーパン、やきそばパン、ベリーパンが登場する。
2021年4月から「なげやり生活」「むきりょく生活」「今日もパンやのかたすみで」「今日も明日もやさぐれ日和」が電子書籍化されて、配信されている。

## 設定
元々は十勝平野原産の最高級小豆を原料にしたあんこを中身にしたエリートあんパンで、北海道にあるパン屋で1日限定20個で売り出されるはずだった。
しかし、パンやの居眠りによりパン焼き釜から出される時に1個だけが鉄板から釜の中に落ちてしまう。パンやが気付いた頃には既に焦げてしまっており、その時のショックで白目になり、投げやりで後ろ向きな性格となった。また、こげぱん達はパンなので年齢や性別の概念が存在しない（なげやり生活のQ＆A）。その為パン達は基本的に一人称は自分の名前であり「僕」「私」など性別を連想させる一人称を使わない。また作中では「彼」「彼女」という三人称も使用されない。パンの単位は「○○個」と数える。「こげぱんとキレイパンの共生、絆」「違う種類のパン同士のコミュニケーション」が本作のテーマになっている。また、人間は台詞やトングという形でしか登場しない。
後輩であるキレイパン達の世話を焼いたり、たまに前向きになったりする憎めないキャラである。「こげぱん」に登場するパンは、全て北海道産の小麦粉を使用している（北海道ぶらり旅日記）。パン（食べ物）だが、どのパンも普通に食事をする。登場キャラはタイトル通りパンが基本だが、中にはドーナッツに分類されるカレーパンや、パンではない中華まんといったパンとは違う種族の異例も存在する。パン達にとっては「お買い上げされて、幸せな食べ方をされる事」が最上級の幸せである。
ミルクを飲むと酔っ払ってしまう。パン達にとって牛乳はお酒という設定である（なげやり生活のQ&A参照）。
また、こげ仲間と呼ばれる、同様に焦げてしまった個性的な仲間や、彼らの後輩的な存在であるキレイパン達も多く存在している。
パンに服を着る文化は無い為、日差し対策に帽子を被ったり、冬に寒さ対策でマフラーを巻く事はあるが、基本的に服を着る事は無い。しかし、番外編では服を着る文化のある世界が登場する事があり、その場合はパン達も服を着ている。
再始動後の2期では、1期初期（絵本時代）のようにこげぱん、キレイパン、クリームぱんといったメインキャラ中心の世界観に戻し、それ以外のパンは出番が減少し、特別な時にしか登場しなくなった。また、一部のパン（ムシぱん、ゴマぱん、レーズンロールぱん、クロワッサン、ショコラパン達、中華まんトリオ）は現時点では登場していない。
また1期の『ね〜ね〜』の単行本未収録エピソードをリメイクする際、サブキャラをメインキャラに差し替えたり、サブキャラをオミットしたり、サブキャラが主役の話をメインキャラに置き換え、違う展開に変えたりして別の話を作る事があり、サブキャラの出番が大幅にオミットされている（「パチクリ!」116話、121話など）。
本作は全体的に悪意や嫌悪などのネガティブな要素をほぼ排除し、登場キャラは全員が善人である優しい世界観になっている。その為、「こげぱん」のキャラは性善説であり、善の存在で、悪い心を持つキャラは存在しない。一時的に持ったとしても弱いので、少々性格に難がある程度である（こげぱん、カレーパンなど）。

## キャラクター

### 主人公
こげぱん
声‐水原リン（現・真山亜子）
本作の主人公。こげたアンパン（あんこがつぶあんかこしあんかは不明であり、自分でも分からない様子）。一人称は「こげぱん（『すみっこ生活』参照）」。北海道十勝平野産の最高級小豆を使用したあんこが中身。何事にも投げやりで後ろ向きかつ無関心で意気地なし。焼きあがってかまどから出される際に落ちてしまい、30分後に自力で這い上がってきた。この為かまどには恐怖心を示す。
芽は白目で無表情だが、これは焦げた時の衝撃とパン人生が終わった事によるショックによるものと言われている。しかし、たまに買われようと色々な努力をし、夜中はクリームぱんと共に買われる練習をしている。
落ち込むとすぐふて寝をし、やけミルク（ヤケ酒）に走る。手先は超が付くほど不器用。字も汚い。基本ポーズは体育座り。キレイパンを敵視する節があり、キレイパン達に焼き餅を焼いてちょっかいを出す事もしばしばで、キレイパン達にはぞんざいな口調で話している（買われた後の話の際、「包丁で切られて、もう一回トースターで焼かれる」などと（パンにとって）暴力的な言い方の描写もあった（『パンのしあわせって何だろう…。』より）。初期のグッズではキレイパンを「お前」と呼ぶシーンがあり、一方でこげ仲間には多少柔らかい口調になる。キレイパン達が誘ってきても拒否する事が多い。しかし食いしん坊なので、お腹が空いた時の食べ物系の誘いはキレイパンの誘いでも断らない。キレイ仲間にはツンデレ的な対応を取る。
やさぐれた感じの低い声で、また一見するとやさぐれた且つひねくれた一面が多いが、根は優しくキレイパン達の面倒を見る事がある。誤って少し押され床に落ちてしまいそうなキレイパンのピンチを（いきなり背後ではあるものの）救った事もある。キレイ仲間の中でも同種のアンパンのキレイパンには自分から絡みに行く事が多く、キレイパンを「焦げなかったifの自分」として自身の理想像にしていて、キレイパンのお買い上げを手伝ったり、優しくする事で「焦がされて売られなかった過去の自分」を救おうとしている節がある。
キレイパン達の事は何だかんだ言いつつ気にかけているが、基本的にキレイパン以外のキレイ仲間を名前で呼ぶ事は無い。基本的にどのキレイパンにもよく当たるがカレーパンは例外で、苦手意識を持っている為かカレーパンには関わろうとせず、遠巻きにしていて理不尽な屋さぐれをぶつける対象からカレーパンは除外している。キレイパン達に割と人気がある。酔っ払うと饒舌になり、また瞬間芸として頭を削ってクリームパンの形にする。すぐパンやから脱走して旅に出る（クリームぱんと一緒の時も）が、すぐ飽きて戻ってくる（数秒～三日しか持たない）。
なげやりになる際には「ぱたり」と音が鳴る。他のこげ仲間、キレイパン達はあまりこの音を気にしないが、暇な時には数えたりしている。焦げているせいで体温が高い為、ソフトクリームなどを近づけると溶けてぐにゃっと曲がる。また寒い冬は、外で遊んだキレイパン達が寄って来て、冷えた手足をくっつけて温めたり、夜、たくさんのキレイパン達が寄って来て、寒さ対策としてこげぱんにくっつくように寝る。その場合、キレイパン達は温かく寝られるが、布団の端にたくさん乗られたこげぱんは、布団の中に入ったまま身動きが取れなくなり、苦労する。
こげぱんが旅に出る時などに持っていく緑色の風呂敷は、「パン用品」「へそくり（パン）」など、憶測はされているが、開けようとしてもなぜか開ける事は出来ず、中身に付いては謎である（風呂敷自体も何種類か持っている）。食いしん坊であり、美味しい物に目が無い。緑の座布団を愛用している。
全てのパンと交流があり、キレイパン達はみんな（カレーパンとクロワッサン除く）こげぱんを慕っている。クロワッサンはキレイパンに当たりのキツイこげぱんを敬遠しているが、こげぱんはクロワッサンが偶然、キレイパン達のお買い上げを手助けした時に褒めてあげたり、『ね～ね～』のエピソードでクロワッサンが作ったシチューを食べたり、クロワッサンに対しては好意的。パンではない中華まん達に対しても、パンでは無い事を知りつつもパンの仲間として受け入れ、嫉妬したり投げやりに接している。
趣味はパンや巡り（グッズより）。座布団の色は緑。
旅日記シリーズでは全編に同行している。
キレイパン
声‐石田彰
キレイパン側の主人公。一人称は「キレイパン」。キレイに焼かれたアンパン。こげぱんとは対照的に明るい性格で、無邪気で純粋だが、純粋過ぎてこげぱんを悪気の無い一言で傷付けてしまう事もある（本人に悪気は全く無い）。こげたアンパンでなげやりでやさぐれているこげぱんに対して、キレイに焼かれたアンパンで、ピュアで純真な性格をしていて、こげぱんとは同種のアンパンで、正反対の性格で相対する存在である。字も書けるが、こげぱん以上に汚く、本人以外には読めない。
「アンパン」「キレイアンパン」が本名で（北海道旅日記参照）、パンやのネームプレートは「アンパン」と表記されている。「キレイパン」はニックネームだが、カレーパン以外のパンは「アンパン」とは呼ばず、「キレイパン」と彼らをニックネームで呼んでいる。
大勢いるので喋り合って「キャーキャー」とよく言う。こげぱんが大好きで慕っている。誰とでも友達になれる長所を持っており、コミュニケーション能力が非常に高い。その為、他のパンをよく名前で呼んでいる。
カレーパンの辛口ぶりに当初は引いていたが、気にかけてはいる。
基本的にこげ仲間に対しても敬語は使わず、呼び捨てにしている。中性的なパンで男役、女役を同じ位演じている。こげ仲間、キレイ仲間と誰とでも仲良くなれ、すべてのパンと交流がある。牛乳を飲むと酔っ払って営業出来なくなってしまう為、パンやはキレイパン達に牛乳を飲ませる事を禁止している。
旅日記シリーズでは全編に同行している。

### メインキャラクター
クリームぱん
声 ‐ 石田彰
焦げたクリームパンで、こげぱんの親友。こげぱんより少しだけ焦げている為、その分パン人生を悟っていて、面倒見が良い。こげぱんと体色が少し違うのはその為。北海道十勝平野産の搾りたて牛乳を使用したクリームが中身で、本人曰く「どこから食べてもクリームが味わえるように、クリームがたっぷり入っている」のが特徴（しかし、焦げているので関係無い）。
焦げている割に大らかで穏やかな性格で、何かとキレイパンに当たるこげぱんをなだめている。その為こげぱんといて疲れる事もあるが、クリームぱんは焦がされて夢を諦め、他のパンを気遣ってばかりいてわがままに振舞う事も出来ない為、お買い上げの夢を諦めずキレイパンに理不尽なやさぐれをぶつけたり、周囲を気にせず気ままに振舞えるこげぱんに、憧れと羨ましさを抱いている。
キレイパンへの憧れはあるものの、こげぱんとは対照的にキレイパンを敵視する事は無く、キレイパン達と遊んであげたり、面倒を見てあげている。その為、みんなから慕われている。
本作のテーマは「こげぱんとキレイパンの関係」なので、主人公同士のこげぱんとキレイパンの間にクリームぱんは立ち入れず、「キレイパン側の主人公」であるキレイパンと比べるとキャラとしての重要性は劣る為、旅日記の北海道編、沖縄編では連れて行って貰えず、こげぱんのキレイ仲間からの人気を奪わないように、一歩引いて彼らを見守るポジションになっている。しかしそれでもクリームぱんは本作に欠かせないメインキャラであり、こげぱんの焦げた痛みを一番理解出来る、こげぱんの理解者である。
手先が相当器用で、字も大変綺麗に書けるが、マフラーを編むとあまりに長く作りすぎて使えない（むしろ大勢のパン達に使える）、雪だるまを作ると中に入れるように作るなど、あまりに凝りすぎる為、ただ器用なだけであまり役には立たない。
キレイパンになろうと無謀なチャレンジを繰り返すこげぱんをよく止めているが、当の本人は一年に一回器用なのをいい事に、キレイクリームパンに変装してみんなの前に現れる事もある（しかも気付かれない）。
また、よく本を読んでいる為か知識も豊富。こげぱんと一杯やるのが何よりの楽しみだが牛乳癖が最悪で、牛乳を三本以上飲ませると暴れ出すので、一緒に飲む側は注意しないといけない。
クリームぱんが実はキレイクリームパンだったという悪夢をこげぱんが見た事がある。好きなタイプは「ふかふかした子」。グルメであり、美味しい物に目が無い（またパンプロフィールによると、夢は「世界グルメツアーに行く事」）。座布団の色は青。
麦わら帽子を被るとこげぱんと区別が付かなくなる事を利用し、夏には二人で麦わら帽子を被り、キレイパン達と正体を当てるゲームをする。
ごくごくたまにふて寝をするが、その際はあらかじめ全体（他のパン達の行動）を観察し、気付いた事を事細かに記入したノートを作成。そして完成したノートを何かあったら見るようにとキレイクリームパンに託し、自分がふて寝している間の備えを完璧にした上でふて寝する。ふて寝する時間はきっちり3時間と決めている。
こげ仲間では珍しくコミュニケーション能力が非常に高く、全てのパンと交流がある希少なパン。こげぱんには懐かないカレーパンやクロワッサンも1期ではクリームぱんの事は慕い、頼み事をしたりと信頼している。キレイクリームパンの事は「自分の代理を任せられるしっかり者」として信頼を置いている。作中では、「こげクリームぱん」と表記される事もある。
旅日記シリーズでは三都編のみ旅に同行している。
「今日も明日もやさぐれ日和」によると、こげぱんより早く誕生していて、焦がされた際に同種の別個体（焦げたクリームパン）が存在していた。新2巻のエピローグでは今まで明かされていなかったクリームぱんが焦がされた時のエピソードが収録されている。
キレイクリームパン
声 - 石田彰
きれいに焼かれたクリームパン。キレイパンとは非常に仲が良く、よく一緒にいる。キレイクリームパンが単独で登場する事はほとんど無く、キレイパンに紛れて登場する事が多い。クリームぱんとは同種であり、相対する存在である。
キレイパン同様明るくて素直で純粋な性格だが、聡明なパンが多く、中には最近の売れ筋に詳しい情報通もいる。またクリームぱんほどでは無いが、手先が器用。
キレイパン同様、コミュニケーション能力が非常に高く、誰とでも友達になれる長所を持っている。全てのパンと交流があり、他のパンをよく名前で呼び、ね～ね～の単行本未収録エピソードではカレーパンとも一緒にケーキ作りをするほど仲良くなっている。キレイパン同様、中性的なパン。
キレイクリームパンは同種という事もあり、こげぱんと同じ位クリームぱんを慕っている。
旅日記シリーズでは全編に同行している。
2期では独立した存在では無く、キレイパンとセットで紹介されるようになった。

### サブキャラクター

#### こげ仲間
焦げてしまったパン達。キレイパン達に比べて体温が少し高い。名前の「ぱん」の部分がカタカナではなく、ひらがな表記なのが特徴（キレイパン達はカタカナ表記）。こげ仲間は1種類につき、1個のみ存在している（あんぱんはこげぱんとスミぱんの2個）。なぜかキレイ仲間がよくする営業スマイル（体を引っ込める事）が出来ない。メディアミックスでは出番が少なく、「こげぱんのピクニック」「こげぱんのおはなみ」の幼児向け絵本や、PSゲームではこげぱんとクリームぱん以外のこげ仲間は登場しない（PSでは図鑑にしか載っておらず、本編にはいない）。こげぱん、クリームぱん、スミぱん以外のこげ仲間は全員絵本出身のパン達である（こげぱん達はグッズ出身）。こげ仲間は全員運動が苦手で、レーズンロールぱん以外はテンションが低い。布団の色は水色。「やさぐれていて、なげやりで後ろ向き」なのがこげ仲間の基本性格。キレイパンに対してはこげぱんはキレイパンを敵視するフシがあるが、他のこげ仲間はキレイパン達に憧れを抱きつつも、寛容である。生地の色は基本的に茶色。よく「……。」という無言の台詞を発する（特にスミぱん。たまにキレイパンも）。
こげぱん（あんぱん）とクリームぱん以外のこげ仲間のキレイパンは基本的に登場しない。
再始動後はムシぱん、ゴマぱん、レーズンロールぱんは現時点では登場していない。
こげ仲間ではこげぱんのみ、名前がひらがなで統一されている（他のこげ仲間は「カタカナ＋ぱん」であり、ムシぱんも「むしぱん」ではなく、「ムシぱん」表記である）。
基本的にクリームぱんとマヨネーズぱん以外のこげ仲間は、現時点（2022年12月）ではこげぱんの名前を呼んでいない。
2020年11月から再連載された『ね～ね～』ではこげぱんとクリームぱんがメインキャラで、スミぱんが準レギュラーであり、たまにマヨネーズぱん、チョコぱん、スティックぱんが登場している。
スミぱん
声 - くじら
グッズ、「パンにも出会いがあるらしい…。」で登場。かまどの中に長時間居たため、焦げすぎて炭以外の何者でもないパン。一番こげていて炭化している為こげ仲間のカリスマ的存在である。また、炭化して「やさぐれ」を通り越して「悟り」に入っている為か、冷や汗をかかない。歩くと炭の足跡が残る。もとはあんぱんだったらしいが詳細は不明。普段は無口であり、台詞のほとんどが「……。」という無言の台詞である。
大きさは、こげぱんより小さいがキレイパンよりは少し大きく、こくとうパンとほぼ同じ大きさ。かまどの中に3時間も居たため体色は殆ど真っ黒で、かまどの中を知っている唯一のパンである。
ほかのこげ仲間より体温が高く、一緒に温泉に入るとのぼせてしまう（熱燗〈というよりホットミルク〉が出来るほど）。また、足音やこけた時の音はかなり目立った音である。スミぱんは牛乳ではなくコーヒー牛乳を飲むが、ほかのパンがこれを飲むと一口で酔いつぶれてしまう。酔っても変わらない。同じあんぱん同士という事もありこげぱんを気にかけているが、こげぱんとクリームぱんはスミぱんを敬遠する節がある（絵本、アニメ版、なげやり生活でスミぱんが近寄ってきた際、こげぱん達はギクッとしている）。
炭化してしまった為お買い上げを諦めており、諦めていないこげぱんを諭すこともあるが、やはり本心では「炭化していてもパンとしてお買い上げされたい」という気持ちがあり、こげぱん達と一緒に福袋に入ったり、蒸し器に入る事がある。
こげぱん以上に物事に対して無口・無気力・無関心だが、気が向くと寄って来て、異常におしゃべりになり、うんざりするほどの長話をする。また、実は（ベタな）ダジャレが好きで、TVを見ているこげぱん達の後ろで笑いをこらえていたり、自分で言って自分で笑っていたりする。その際、笑うと、まるでのろしのように大量の煙が舞い上がる。それ故に、お笑いに関してはかなりうるさい。また、スマートフォン等のデジタル機器にも詳しい面がある。
基本的に他のパンを名前で呼ばないが、メロンパンの事は一度だけ名前で呼んだ事がある（旅日記大阪・神戸編の4コマ）。
スティックぱん
絵本出身のパン。焦げたスティックパン。軽井沢の白樺をモデルにした、軽い口当たりでおやつ感覚で食べられるパンになるはずだった。漫画のコマにすら収まりきらないほど顔が長いため、誰も目を合わせることができず、「スティックぱんの目を見ると石になる」という噂も流れている。また、色々な所にすぐぶつかっている。頭が長いため、帽子を被れない。
個人行動を取ることが多いと、ミステリアスな部分が多いパンだが、キレイパン達には人気で、キレイパン達のアンケートによる「いちばん一緒に遊んでみたいこげ仲間」No.1に輝いた。他のパンへの気遣いもする大人な性格。冬場はストーブの熱気が上にこもってしまう為熱くて耐えられない様子。手先は器用な様子。
四コマ漫画で写真を撮っているシーンがある（どうやってピントを合わせているのか、どうやってファインダーを覗いているのかは不明）。
番外編では必ず男役で、女役を演じたり女物の服を着る事は無い。牛乳は一人で飲むのが好きで、酔ってもあまり変わらない。
1コマだけだが、キレイスティックパンが出たこともあった。
絵本時代は「頭の先から煙が出ている」という設定だった為煙は描かれなかったが、4コマになってから頭の横から煙が出る設定に変更された。素顔、頭の形が不明という設定の為、ぬいぐるみ化はされていない。
チョコぱん
声 - 折笠富美子
絵本出身のパン。焦げたチョコパン。一人称は「チョコぱん」。ベルギー産の高級チョコレートが中にたっぷり入っていて、頭にもかかっている。その為、帽子を被らない。とても甘えん坊で純粋でこげ仲間にしては珍しく幼い性格で、色々なパン達にベタベタとまとわりつく。この時まとわりつかれた側はチョコレートによってベタベタにされる。こげ仲間では珍しく、「……。」という無言の台詞を発した事がない。
みんなが好きでみんなと仲良くなりたいと思っているが、つい一方的にベタベタまとわりついてしまいチョコで汚してしまう為、コミュニケーション能力に難がある。同じチョコレート系のパンであるショコラパン達が大好き。
チョコぱんはキレイパン達にも寛容だが同じチョコ仲間であるショコラパン達に対してはコンプレックスが刺激されるらしく、仲良くしたいと思いつつも嫉妬したり、対抗心を抱いている。
頭のチョコレートも焦げている。酔っぱらうとトングを磨きだすが、チョコでべたべたである。北国へ行った際、熱を出してしまい頭のチョコが溶けてしまったこともある、その後氷で冷やしたら溶けたままの形で固まってしまった。「ねえねえ」「××しようよう」が口癖。こげ仲間では珍しく、女役が多く、童話編ではピンク色のドレスを着ていた。
こげぱんと同程度のサイズ（ただしアニメ版では僅かにこげぱんより大きめ）だが、絵本ではマヨネーズぱんと同程度のサイズで描かれていることがある。絵本一冊目ではこげぱんより大きく描かれていた。
ショコラパン達に対抗してデコレーション用のチョコを頭に飾った際、こげぱんはぐちゃぐちゃだったが、チョコぱんは綺麗に飾られていたのでこげぱんより手先は器用である。
マヨネーズぱん
声 - 石田彰
絵本出身のパン。焦げたマヨネーズパン。名古屋コーチンの新鮮な生みたて卵を使用したマヨネーズが頭に乗っかっているが、それも焦げている。
頭にマヨネーズが乗っている為、帽子を被らない。とても優柔不断で、物事をすぐにハッキリと決めることができないので、いつも迷ってばかりいる。こげぱん達より体が少し小さめである。酔っぱらうと迷う動きが速くなる。
こげ仲間からもキレイパン達からも人気があるが優柔不断な為、本人はそれを持て余している。よく黄色のアイテムを身に着けている。
長らく他のパンを名前で呼んだ事が一度も無かったが、『パチクリ！』191話でこげぱんの名前を呼んでいた。
フランスぱん
絵本出身のパン。焦げたフランスパン。焦げているが温厚な性格。頭が横に長く重心が安定しておらず、いつもふらふらと歩いている。
自分の意に反して頭が他のパン達にぶつかってしまうことがあるので、その事を気遣って普段はあまり動こうとしない。こげぱんと仲が良い。絵本一冊目では、頭の山が6個だった。
食ぱん
声 - 石田彰
絵本出身のパン。「なげやり生活」で登場。焦げた食パン。東京の老舗ホテルをモデルにした頭は立方体でとても大きく、その割に支えている体は小さい。図体は大きいが小心者で、何事にもすぐショックを受ける。よく壁と間違われる。フランスぱん同様体が頭を支えきれず倒れてしまい、そのまま起き上がれなくなる事が多々ある。作中では「こげ食ぱん」とも言われている。
ゴマぱん
絵本出身のパン。「すみっこ生活」で登場。焦げたゴマパン。一人称は「ゴマぱん」。東南アジア産の黒ゴマを使った、ヘルシーが売りの新商品になるはずだった。見た目やサイズは、ゴマが入っていることを除けば、こげぱんとよく似ている。こげ仲間では珍しく、「……。」という無言の台詞を発した事が無い。
こげ仲間では珍しく精神年齢が幼く、キレイパン達に溶け込んでいる描写が非常に多い。何でもすぐ誤魔化そうとするが、自分だけは誤魔化しきれないらしい。顔をかきむしる癖がある。また、スミぱんには逆らえない様子。こげぱん以上の食いしん坊であり、おいしい物に目がなく、食べ物を食べている描写が多い。
アニメ版、続編には未登場。
ムシぱん
絵本出身のパン。「むきりょく生活」で登場。蒸しすぎて固くなってしまった蒸しパン。「こげぱん」では珍しい蒸しパンキャラ。その為、他のこげ仲間より生地の色が白い。セールスポイント、故郷は不明。本当はこげている訳ではないが、こげ仲間扱いの為煙が描かれている。運動神経が悪い。
極度の泣き虫な上に酔ったり、柔らかい物に対してとても敏感で、フカフカとしたものを見たり触ったりするだけで大泣きしてしまう（理由は「自分もこうなるはずだった」から）、こげ仲間で一番商品価値を失った事へのトラウマが強い卑屈でネガティブな性格で、こげぱんとクリームぱんは気持ちがよく分かる為ムシぱんを気にかけている。こげぱんとはネガティブ仲間。
悔しくて淡雪を掘っていたら、氷にあたり、その喜びからその上を転がりまわった。また、フカフカしている物を見つけると通販の「固い布団」の広告を見ることがある。チョコぱん同様、女役が多い。当初はキレイパンを見ただけで泣いていたが、話が進むに連れてキレイパンを見ても泣かなくなったり、自分からフカフカした生地になるための努力をしたり、前向きになって来ている。
他のこげ仲間と比べると、出番は少なめ。よくピンクのアイテムを身に着けている。
続編、アニメ版には未登場。
レーズンロールぱん
絵本出身のパン。「毎日ボケーっと。」で登場。焦げたレーズンロールパン。カリフォルニア産のレーズンを使用した朝食用のパンになるはずだった。焦げている割にはテンションが高く他の仲間からうっとうしがられる事もしばしば（こげ仲間やキレイパン達にはドン引きされカレーパンには鬱陶しがられる）。
武道に熱心で、口癖は「押忍ッ」。しかし、大して強くない。こくとうパンに勝負を挑み負けた事もある。相手をうまく言いくるめるのが得意。こげ仲間に対しては、敬語で話している。クロワッサンと同じ形の為、横顔が描かれた事が一回しか無い。
登場時期が遅かった為グッズ、ぬいぐるみ化はされていない。よくハチマキを巻いている。
アニメ版、PS版、続編には未登場。

#### キレイ仲間
キレイに焼かれたパン達。名前の「パン」の部分が、カタカナ表記なのが特徴（こげ仲間はひらがな表記）。こげ仲間は1種類につき1個のみ存在するが、キレイパン達は1種類につき複数存在している。カレーパンとクロワッサンを除きこげぱん大好きっ子で、キレイパン同士は種類が違っていても仲が良く、基本的にコミュニケーション能力が非常に高い。また、どの種類のキレイパンも物事や他のパンに対して、純粋な想いを抱いている点は共通している。布団の色は基本的にピンク。こくとうパン、カレーパン、やきそばパン、クロワッサンは絵本出身のパンである。「明るく元気、素直で純粋で善良、こげぱん大好きで誰とでも仲良し」なのがキレイパン達の基本性格である。生地の色は基本的に黄色だが黄緑、ピンク、赤、茶色、きつね色など体色が違うパンもいる。PSゲーム版では出番が多く「むきりょく生活」の7種類のキレイ仲間がメインで登場する。
「こげぱんのピクニック」「こげぱんのおはなみ」の幼児向け絵本ではキレイパン、キレイクリームパン、メロンパン、いちごパン、ベリーパン（「こげぱんのおはなみ」から追加）の5種類が登場している。
本作のマスコットポジションで、グッズで新キャラが登場する事が多い（いちごパン、メロンパン、ベリーパン、りんごパン、ショコラパン達、中華まんトリオ）。旅日記シリーズでは、こくとうパン（沖縄編）とやきそばパン（三都編）がフィーチャーされている。
再始動後はクロワッサン、ショコラパン、ホワイトショコラパン、あんまん、にくまん、カレーまんは現時点では登場していない。
キレイパン（あんぱん）とキレイクリームパン以外のパンのこげ仲間は存在せず、キレイパンしかいない。
キレイ仲間は基本的にすぐ売れてしまう為、原作に出てくるパン達は種類が同じなだけで、個体は毎回異なっている（なげやり生活のQ&A参照）。
2020年11月から再連載された『ね〜ね〜』ではキレイパン、キレイクリームパンがメインキャラで、こくとうパンとメロンパンが準レギュラーであり、たまにいちごパン（春のみ）、カレーパン、やきそばパン、ベリーパンが登場している。
こくとうパン
絵本出身のパン。きれいに焼かれた黒糖パン。生地には沖縄県産の黒糖が使われている。キレイパンより体が一回り大きく、スミぱんとほぼ同じ大きさ。礼儀正しい性格で、何事にも熱中しやすい熱血キャラ。感動すると人目も憚らず大泣きする。スポーツが得意である。
色が似ていて、他のキレイパン達よりサイズが大きい事から、後姿でこげぱんと間違われることがある。登山時、頂上で大騒ぎして酸欠したことがある。
熱血キャラという性格になったのは4コマ『なげやり生活』になってからで、それまでは個有のキャラ付けはされておらず、キレイパンの一個として扱われていた。
番外編では必ず男役で、女役を演じたり女物の服を着る事はない。メロンパンとは非常に仲が良い。こげ仲間には敬語で話し、こげぱんの事は「すみっこ生活」では呼び捨てだったが、現在は「こげぱんさん」と呼んでいる（旅日記の沖縄編リメイク、「パチクリ!」134話）。
旅日記シリーズでは沖縄編のみ同行している。
メロンパン
グッズ、「なげやり生活」で登場。黄緑色の生地の中に夕張メロンのクリームが入っているメロンパン。一人称は「メロンパン」。頭にはメロンに似せたギザギザ模様がある。明るく好奇心旺盛でやんちゃな性格で、まだ幼い。おしゃべりが大好き（一度、こげぱんが途中で自分が描かれた等身大パネルを代わりに置いて自分は立ち去った際、全く気づかずに喋っている）。しかし、喋り疲れて途中で寝てしまうことが多い。
メロンパンの台詞にはよく言い間違いがある（「キライパン（キレイパン）」、「スーキー（スキー）」、「ボーズィビー　ビシャビシャ（ボーイズビー　アンビシャス）」等）が、これは誤植ではなく、単に言葉をよく覚えていないだけで、本人は全く気にしていない。
言い間違いから他のパンを「すみっこぱん（スミぱん）」「チャコぱん（チョコぱん）」「こくとろパン（こくとうパン）」「いちころパン（いちごパン）」など、独特な呼称で呼ぶ事が多い。
寝相はきわめて悪く、寝返りでほかのパンに勢いよくぶつかり起こしてしまうこともある。同郷のよしみから、一方的にこげぱんを慕っている。
こくとうパン同様番外編では必ず男役で、女役を演じたり女物の服を着る事はない。こくとうパンとは非常に仲が良い。牛乳（パンにとってのお酒）を飲めない。よく黄緑のアイテムを身に着けている。布団の柄はメロン模様。
旅日記シリーズではこげぱん、キレイパン、キレイクリームパン同様、全編に同行している。

いちごパン
声 - 折笠富美子
グッズ、「パンにも出会いがあるらしい…。」で登場。栃木県産の苺を使用したいちごパン。一人称は「わたし（グッズのみ）」。パンやの人気商品で、初めは春限定だったが、好評につき「むきりょく生活」から「いちごパンフェア」として通年販売されるようになり再び戻ってきた。
愛らしい見かけとは裏腹に相当な根性の持ち主で、こげぱんの苦言をものともせず、時には周囲が驚くほどの根気強さを発揮することも。熱心な努力家でもあり、いちごパンフェアのおまけである「いちごパンマスコット」は自分達で作っている。後輩のベリーパンに対して面倒見がよい。こげぱんや他のキレイ仲間の事は呼び捨てだが、スミぱんは「スミぱんさん」とさん付けで呼ぶ（ね～ね～2024年4-5月号参照）。
番外編ではほぼ女役で制服もセーラー服だが、ごく稀に男役を演じる事がある。『ね〜ね〜』では現在も「春限定のパン」として登場する事がある。生地の色はピンクで、よくピンクの服やアイテムを身に着けている。布団の柄は苺模様。
2期では春限定販売という設定に戻り、春以外の季節には登場しなくなった。
1巻ではパン紹介には載らずゲストキャラとして登場していたが、2巻ではパン紹介に載っている。
カレーパン
絵本出身のパン。ランチ用のパンで「むきりょく生活」で登場。油で揚げられたパンで「こげぱん」では珍しい揚げパンキャラ。その為、生地の色はきつね色である。
一人称は「カレーパン」または「ウチ」。本格的なインドカリーが中に入っていて、とても辛い。辛口かつ考え無しな性格で、初期は他のパンに対しても「みっともない」と思った所はズバズバと批判していたが（辛口で、考え無しなだけなので悪意は無い）、他人だけでなく自分に対しても辛口だった。また、歩いた跡は油で濡れているので、このせいで自分や他のパンが滑ってしまうことがある。性格上、冷や汗をかく事はほとんど無く、「毎日ダラーっと。」で油で滑った時の1コマのみ。この性格の為キレイパンとキレイクリームパン、やきそばパン以外の違う種類のパン達からは基本的に敬遠され、怖がられている。
キレイ仲間は純粋無垢で善良で、こげぱん大好きっ子で柔順なのが基本性格だが、カレーパンは唯一純粋無垢でも善良でも、こげぱんに柔順でもなく、嫌ってはいないものの、反抗的な態度を見せる。ひねくれていて性格は良いとは言えず、良い子揃いの他のキレイパンからは「異端児」として孤立してしまい、キレイパン社会から浮いてしまっている。
性格は辛口で短気だが、それは自分の気持ちに正直なだけで悪気は一切無く、ツンデレな面もある。
主人公のこげぱんに対しても辛口で厳しい為、主人公嫌悪型のツンデレと似た面を持っている。
4コマ『毎日ダラ～っと。』まではカレーパンは1個だけ登場していて、複数の個体が登場するようになったのは、4コマ『毎日ボケ～っと。』からである。本編初期は違う種類のパンを見下す節があり「格下で、辛口トークを言う為だけの存在」としか見ていなかったが、他のメディアではキレイパン達と触れ合うにつれて認識を改め「違う種類のパンだけど、友達になれる存在」として、存在を認めるようになった。
『ね〜ね〜』の単行本未収録エピソードでは自分に理解を示し、優しく接してくれるキレイパン、キレイクリームパンを信頼し慕うようになり、キレイパンがカレーパンの理解者になっていたり、仲良くケーキ作りをするエピソードがある。他はランチ用のパンとして一緒に販売されるやきそばパンをライバル視し、突っかかるエピソードがある（「カレーパンとやきそばパン」など）。他、「カレーパンのリクエスト曲」ではカレーパンがクリームぱんを信頼して頼み事をする珍しいエピソードがあるが、2期ではカレーパンのポジションがキレイパンに差し替えられて別のネタにアレンジされてしまい、カレーパンとクリームぱんの絡みや信頼関係は2期ではオミットされて無かった事にされている。
女役が多く、1期の『ね～ね～』の単行本未収録エピソードでは女性口調で話す描写があり（「カレーパンとやきそばパン」「カレーパンのリクエスト曲」では「おいしいわよっ」「さ、芸術に浸るわよー」などの台詞がある）、『毎日ダラ～っと』での番外編ではかぐや姫役を演じている。
『ね〜ね〜』の単行本未収録エピソード、メディアミックス、番外編を除くと、原作絵本のカレーパンが信頼や友情を抱くのは同種のカレーパン同士だけであり、それ以外のパンには興味が無く、仲良くする描写は無い。例外としてやきそばパンとは旅日記大阪・神戸編の16ページのカットで仲良さそうに一緒にいるシーンがあるが、カレーパンは基本的に違う種類のパンへの友情度はゼロである。その為、カレーパンの正式な「友達」はカレーパン同士だけであり、本編ではカレーパンを気にかけるパン（こげぱん、キレイパン、キレイクリームパン）はいるが、カレーパンから他のパンを気にかけたり、友情を持つ事は最後まで無かった。
しかし、グッズではこげぱん達の中に溶け込んでいる描写が多く、2003年のカレンダー、スケジュール帳ではみんなと一緒に雪を眺めたり、キレイ仲間同士（キレイパン、キレイクリームパン、生クリームパン、チョコスプレーパン、メロンパン、いちごパン、カレーパン、やきそばパン）で仲良さそうに連マフラーを巻くイラストもある。
グッズや原作の番外編では、本編ほどカレーパンと他の種類のパンの関係はシビアではなく、交流している描写もある。また他の種類のパンとの関係も改善されている。例としてカレーパンは、本編初期の頃に悪気の無い辛口トークでいちごパンとメロンパンを傷つけてしまいそれ以来交流も無かったが、グッズ、PS版、番外編など本編と違う設定の世界ではいちごパン、メロンパンなど他の種類のパンに溶け込んだり、仲良さそうにしているシーンも存在する。
こげぱんが大好きでキレイパン同士仲が良いパンが多いキレイ仲間にしては珍しく、こげぱんに興味を持っておらず疑り深い性格をしていて、こげぱんからも敬遠されている。初登場時にこげぱんに辛口な突っ込みを入れてしまい、それ以来「こげぱんとカレーパンの信頼関係」は完全に失われてしまった。
しかしPSゲーム版ではこげぱんをみんなと応援したり、運動会で完走したこげぱんをみんなと一緒に称えたり、原作と異なりこげぱんには好意的で、他のキレイ仲間に非常に溶け込んでいる。
基本的に相手に対しては、少々高飛車な口調で話す。初期の頃しか、カレーパンのキレイパンのような無邪気な笑顔は見られない。
本作はネガティブな要素を排除し、登場キャラ全員が悪意を持たないほのぼのとした世界観なので、初期のカレーパンは他のパンへの直球な毒舌が悪目立ちしてしまっていた。「毎日ボケ～っと。」から他のパンを毒舌で傷付ける事はしなくなり、毒舌さをオミットされた代わりに短気で高飛車で強気な性格になった。
2期からは初期のような辛口で正直な性格に戻ったが、初期のような辛辣さは無くなり、マイルドにアレンジされている。
基本的に他のパンを二人称や三人称含め名前で呼ぶ事は無いが、キレイパンの事はニックネームの「キレイパン」ではなく「アンパン」と本名で呼び（すみっこ生活38ページ、「パチクリ!」173話参照）、やきそばパンの事は「アンタ」と呼び、キレイパンとキレイクリームパンからは「カレーパン」と直接、名前で呼ばれている。
北海道編の旅日記ではカレーパンだけ毛皮のスカーフを巻いたり、カレーパンの性格を反映した高級感のある服装になっている。
アニメ版では未登場。
2期ではパン紹介に載らず、ゲストキャラとして登場する。
やきそばパン
絵本出身のパンでカレーパン同様、ランチ用のパン。「むきりょく生活」で登場。キレイに焼かれたコッペパンに関西風ソース焼きそばが挟み込まれているパン。物静かで行儀が良く大人しい性格。よく正座をしている。カレーパンに1期ではキレイパンと共に、友達候補として認められている描写がある数少ないパン（旅日記大阪・神戸編の16ページのカット参照）。
物や人のそばにぴったりと寄っていく習性があるらしく、客の方へも寄って行ってしまうため昼過ぎには完売となっている。激しい運動をすると頭の焼きそばがグチャグチャになってお化けみたいになってしまう。だが、それを利用してお化け屋敷でお化けをやったこともある（その際もお客さんのキレイパンにひっついていた）。
いちごパン同様女役が多く、制服もセーラー服を着ている（旅日記・京都編参照）。こげぱんが大好きで慕っている。こげ仲間に対しては敬語で話す。
人魚に例えられる事が多く、「すみっこ生活」ではメロンパンがやきそばパンを人魚と間違えたり、「毎日ダラーっと」では人魚姫役を演じている。
『むきりょく生活』で絵本出身のキレイパンとしてカレーパンと共に登場し、辛口でプライドが高く高飛車なカレーパンとは対照的に、おしとやかで穏やかなキャラ付けをされている。故郷は大阪だが、関西弁は喋らない（グッズでは一回だけ喋った事がある）。
旅日記シリーズでは三都編のみ同行している（やきそばパンの故郷の大阪に行く為）。
アニメ版では未登場。
2期ではパン紹介に載らず、ゲストキャラとして登場する。

ベリーパン
グッズ、「毎日ダラ～っと。」から登場。「いちごフェア」の新作で、苺が練り込まれた生地にベリークリームがたっぷり入っていて、頭にはブルーベリーとラズベリーが乗っている。その為、ベリーパンが帽子を被るシーンは幼児向け絵本『こげぱんのおはなみ』のパン紹介でしか見られない。故郷は不明。シンプルで描きやすいデザインが基本の「こげぱん」のパンにしては珍しく、複雑で描きにくいデザインをしている。
疑う事をまるで知らないほど素直（多くのキレイパンに共通する性格ではあるが）で、努力家のいちごパンすら呆れるほどの頑張り屋さん。だが、頑張りすぎて空回りしてしまい、ドジを踏む事もしばしば。立場的にはいちごパンの後輩に当たり、いちごパンとは非常に仲が良い。こげぱんに対しては敬語を使い、「こげぱんさん」とさん付けで呼ぶ。
お辞儀をするなど、何かしらの衝撃が加わると、頭のベリーが落っこちてしまう。これがしょっちゅうの為、周囲のパンに拾って頭に乗せて貰うが、こげぱんがツボ押し道具を拾い、たまたますぐ傍でベリーパンがベリーを落としていた為、そのベリーの一つと間違えて乗せてしまった事がある。
生地の色はピンク。よくピンクや紫のアイテムを身に付けている。
アニメ版、PS版には未登場。
2期ではパン紹介に載らず、ゲストキャラとして登場する。
いちごパンから派生したパンだがいちごパンとは異なり、春以外の季節にも販売されている（『ね～ね～』2023年8-9月号、『サマーバージョンベリーパン』参照）。
りんごパン
グッズ、「毎日ボケ～っと。」から登場。秋の新作として登場。一人称は「オラ」。角切りの煮りんごとりんごジャムが中に入っていて、チョコレートとミントの葉でりんごのヘタを再現している。ベリーパンほどではないが、シンプルで描きやすいデザインが基本の「こげぱん」のパンにしては珍しく、凝ったデザインをしている。
青森産の津軽りんごを使用しており、津軽弁がとっさに出てしまうのが特徴。素直で純朴な性格。疲れるとりんごネットに入る（落ち着くらしい）。こげ仲間や他のキレイパンに対しては敬語、共通語で話し、こげぱんの事も「こげぱんさん」とさん付けで呼ぶ。りんごパン同士では津軽弁で話す。
生地の色は赤。よく赤いアイテムを身に付けている。
アニメ版、PS版には未登場。
2期ではパン紹介に載らず、ゲストキャラとして登場する。
クロワッサン
絵本出身のパン。「すみっこ生活」で登場。バターの層が何層にも折り込まれている三角形のパン。フランス出身。起源は17世紀のオーストリアにまでさかのぼる由緒正しいパン。苦労性で、あれやこれやといらぬ心配をしてしまうため、なかなか行動を起こせない。
キレイパン達の中では大人しい性格でキレイパンによく当たるこげぱんに近づけずにいるらしく、こげぱんを敬遠する節があり、クロワッサンが自分から単独でこげぱんに寄って来る描写は無い。
こげぱんとは交流出来ないが他のこげ仲間（クリームぱん、性格が似ているマヨネーズぱん）や、キレイパン同士では仲良く出来るので、カレーパンほどコミュニケーション能力に問題があるわけではない。パンの形の関係上、横顔は描かれない。「こげぱん」のパンでは珍しく、名前に「パン」が付いていない。
旅日記の京都編では、女物の十二単を着ていた。他のキレイパンと比べると出番は少なめ。
登場時期が遅かった為、PSゲームのパズルゲームにはいるが、ミニゲームには登場していない。
パン紹介のイラストでは笑顔だが、基本的にいつもハラハラした表情を浮かべている為、キレイパンのような無邪気な笑顔はあまり見られない。
アニメ版、続編では未登場。
ショコラパン
グッズ、「毎日クターっと。」で登場。「ショコラフェア」にて、ホワイトショコラパンと2個1セットで販売されているパン。中身はフランス産の高級チョコレートで、更に頭にもこのチョコレートがかかっていて、首には青いマフラーをしている。
おしゃれに熱心なパンだが、そのセンスはどこかズレている。初登場時に「ボンジュール」「ボンソワー」と話していたが、フランス語を話せる訳ではなく、この2語しか知らない。チョコぱんほどではないが、甘えん坊な性格。チョコぱんの事はベタベタされつつも、慕っている。
後期に登場した為、旅日記シリーズにはいない。こげ仲間に対しては敬語で話す。
アニメ版、PS版、続編には未登場。
ホワイトショコラパン
グッズ、「毎日クターっと。」で登場。「ショコラフェア」にて、ショコラパンと2個1セットで販売されているパン。フランス産の高級ホワイトチョコレートが中身で、頭にもかかっている。頭に乗っかっているベレー帽型のチョコが特徴。
ショコラパン同様、ズレたおしゃれ感覚（本人曰く「ハイセンス」）を持ち、フランス語も「ボンジュール」「ボンソワー」しか知らない。ショコラパンとは双子のような関係。ショコラパン同様、チョコぱんを慕っている。メイク好きでおしゃまな性格。
ショコラパンと同じ理由で旅日記シリーズにはいない。こげ仲間に対しては敬語で話す。
アニメ版、PS版、続編には未登場。

生クリームパンとチョコスプレーパン
頭の上に生クリームが乗っているパンと、チョコとカラフルなチョコスプレーがかけられたパン。初期の頃に登場して以来、ほとんど登場していないパン達である。漫画冒頭の「パン紹介」にも載った事がない。これを見た、こげぱんも真似た事がある。
初期の頃はよく登場していたが、話が進むにつれて出番が減っていき、4コマ「なげやり生活」を最後に登場しなくなった。
続編には未登場で、新2巻では生クリームパンのポジションが、「生クリームを乗せたキレイパン（ホイップアンパン）」に置き換えられている。

### 中華まん
中華まん達は体温が高く、容易には近づけない。中華まんはパンではないがパン達は「パンの仲間」として捉え、こげぱんは中華まんも嫉妬の対象にしたり、パンの心得を教えようとしたりパンとして接している。「パンではないから」という理由なのか「毎日クターっと」の見返しのパンの集合絵には中華まんはいない。
アニメ版、PS版、続編には未登場。
あんまん
グッズ、「毎日ダラーっと。」で登場。ふわふわの生地に十勝産の高級小豆を使用したあんこが入っているあんまん。普段は蒸し器の中にいる為なかなか会えない。ボーっとしていることが多く、返事もやや遅れがち。更には「痛い」といった感覚や「怖い」といった感情も遅れて伝わるようである。
ただし、肌（皮）に関する感覚（例えば皮が乾燥してきたとか）に対してはとても敏感に反応する。
いつもニコニコ笑っているが、蒸される前はムスッとした表情をしている。専用シートを常時しているが、くっつきやすい。生地の色は白。
アニメ版、PS版、続編には未登場。
にくまん
グッズ、「毎日ダラーっと。」で登場。ジューシーな豚ひき肉、タケノコ、シイタケなど具沢山な中身の肉まん。性格・特徴などはあんまんと同じ。生地の色は白。
アニメ版、PS版、続編には未登場。
カレーまん
グッズ、「毎日ボケーっと。」で登場。じっくり炒めた玉ねぎとひき肉を使ったまろやかな辛さのカレーが中身。生地は黄色である。
性格・特徴などはあんまん、にくまんと同じ。
カレーパンと同じくカレーが使用されているが、まろやかな辛さのカレーなので、カレーパンのように辛口な面は見られない。
アニメ版、PS版、続編には未登場。

## キャラクター絵本
- 『こげぱん パンにもいろいろあるらしい…。』（たかはしみき、ソニー・マガジンズ、2000年8月、ISBN 4-7897-1592-2）
- 『こげぱん パンのしあわせってなんだろう…。』（たかはしみき、ソニー・マガジンズ、2000年12月、ISBN 4-7897-1635-X）
- 『こげぱん パンにも出会いがあるらしい…。』（たかはしみき、ソニー・マガジンズ、2001年4月、ISBN 4-7897-1680-5）
- 『こげぱん なげやり生活 やさぐれマンガ』（たかはしみき、ソニー・マガジンズ、2001年9月、電子書籍化、ISBN 4-7897-1733-X）
- 『こげぱん むきりょく生活 やさぐれマンガ』（たかはしみき、ソニー・マガジンズ、2001年12月、電子書籍化ISBN 4-7897-1733-X）
- 『こげぱん すみっこ生活 やさぐれマンガ』（たかはしみき、ソニー・マガジンズ、2002年8月、ISBN 4-7897-1895-6）
- 『こげぱん 北海道ぶらり旅日記』（たかはしみき、ソニー・マガジンズ、2003年1月、ISBN 4-7897-1974-X）
- 『こげぱんのピクニック』（たかはしみき、ソニー・マガジンズ、2003年5月、ISBN 4-7897-2025-X）
- 『こげぱん 沖縄ぶらり旅日記』（たかはしみき、ソニー・マガジンズ、2003年8月、ISBN 4-7897-2039-X）
- 『こげぱん 毎日ダラーっと。 やさぐれマンガ』（たかはしみき、ソニー・マガジンズ、2003年11月、ISBN 4-7897-2140-X）
- 『こげぱんのおはなみ』（たかはしみき、ソニー・マガジンズ、2004年2月、ISBN 4-7897-2187-6）
- 『こげぱん 毎日ボケーっと。やさぐれマンガ』（たかはしみき、ソニー・マガジンズ、2004年9月、ISBN 4-7897-2348-8）
- 『こげぱん三都ぶらり旅日記 京都・大阪・神戸（京都編）』（たかはしみき、ソニー・マガジンズ、2005年3月、ISBN 4-7897-2430-1）
- 『こげぱん三都ぶらり旅日記 京都・大阪・神戸（大阪・神戸編）』（たかはしみき、ソニー・マガジンズ、2005年7月、ISBN 4-7897-2471-9）
- 『こげぱん 毎日クターっと。 やさぐれマンガ』（たかはしみき、ソニーマガジンズ、2006年2月、ISBN 4-7897-2768-8）
- 『こげぱん -今日もパンやのかたすみで-』（たかはしみき、主婦と生活社、2021年4月9日発売[1]、電子書籍化、ISBN 978-4-391-15592-1）
- 『こげぱん-今日も明日もやさぐれ日和-』（たかはしみき、主婦と生活社、2022年11月18日発売、電子書籍化、ISBN 978-4-391-15873-1）

## アニメ版
2001年11月5日から11月16日まで、アニマックスで放送された。全10話。
題材は「パンにもいろいろあるらしい…。」「パンのしあわせってなんだろう…。」「パンにも出会いがあるらしい…。」「なげやり生活」の4冊。
「むきりょく生活」から登場したパンはアニメ版には登場しない。

### キャスト
- こげぱん - 水原リン（現・真山亜子）
- クリームぱん、キレイパン、キレイクリームパン、マヨネーズぱん、食ぱん、パンや - 石田彰
- スミぱん - くじら
- いちごパン、チョコぱん - 折笠富美子
- ナレーション - 吉田照美

### スタッフ
- 原作 - たかはしみき（サンエックス）ソニー・マガジンズ刊『こげぱん』絵本シリーズより
- 監督 - 小原秀一
- 脚本 - はぎのまさこ
- 作画 - 小原秀一、花岡佳子
- 音楽 - 安田毅
- 編集 - 植松淳一
- プロデューサー - 齋藤みち、渡辺隆、人見統子、萩野賢
- エグゼクティブプロデューサー - 河野巌、石崎邦彦、滝山雅夫、布川ゆうじ
- 製作 - ソニー・マガジンズ、ポニーキャニオン、アニマックス、スタジオぴえろ

## ゲーム版
PlayStation用ソフト『こげぱん パンもゲームをやるらしい…。』がエーアイエーより2002年12月12日に発売された。ジャンルはパズル。
題材は「パンにもいろいろあるらしい…。」「パンのしあわせってなんだろう…。」「パンにも出会いがあるらしい…。」「なげやり生活」「むきりょく生活」「すみっこ生活」の6冊。内容はパズルと9種類のミニゲーム、パン図鑑でパズルをクリアするとミニゲームが解放されていく。内容は本編は「すみっこ生活」、ミニゲームは「むきりょく生活」に準じている（ミニゲームにはクロワッサンは登場しない為）。
メインゲームは「揃えてこげぱん」、ミニゲームは「買われる練習」「目指せ！一流パンやさん」「こげぱん運動会」「こげぱんリバーシ」「キレイパンを並べよう」「こげぱんレーシング」「こげぱんホッケー」「ぐるぐるカマド迷路」「こげぱんバリボー」の全9種類。
主な登場キャラはこげぱん、クリームぱん、「むきりょく生活」の7種類のキレイ仲間。キレイ仲間はパズルのピース役の他、ミニゲームでこげぱんの観客役として多く登場しているが、こげ仲間はこげぱんとクリームぱんを除きほとんど登場せず、図鑑にしか載っていない。声優はアニメ版と同じである。ミニゲームの1Pキャラはこげぱんで、2Pキャラはクリームぱんかキレイパンである。
本作ではクリームぱん以外のこげ仲間の存在がオミットされていたり、カレーパンがこげぱんを慕っていて、違う種類のキレイ仲間とも一緒にこげぱんの応援に行くほど仲が良かったり、原作と異なる描写が多い。
「毎日ダラーっと。」から登場したパンはゲーム版には登場しない。

### キャスト
- こげぱん - 水原リン（現・真山亜子）
- クリームぱん、キレイパン - 石田彰

### ゲーム情報
- 原作 - たかはしみき（サンエックス）ソニーマガジンズ刊『こげぱん』絵本シリーズより
- ジャンル - パズル
- 対応機種 - PlayStation
- 値段‐4800円（税抜き）
- 開発元 - エーアイエー
- 発売日 - 2002年12月12日